# 牝猫と現金
『牝猫と現金』（めすねことげんなま、Fleur d'oseille）は1967年のフランスの犯罪コメディ映画。監督はジョルジュ・ロートネル、出演はミレーユ・ダルクとアヌーク・フェルジャックなど。原作はジャン・アミラの1963年の小説『Langes radieux』である。2013年7月現在、日本ではビデオ化もDVD化もされていない。

## ストーリー
銀行強盗を働いて逃亡中のピエールが金を隠したまま警察に射殺される。ピエールの内縁の妻カトリーヌと生まれたばかりの赤ん坊は、隠された4億フランのありかを巡ってギャングのボス・ロザと、ロザと対立するリトンの2組織に狙われ、ロザとリトンがそれぞれ差し向けた手下のフランシスとジョーに監視されることになる。カトリーヌは息子と、未婚の母のための施設で親しくなったマリテとその息子の4人で密かに施設を抜け出し、金の隠し場所に向かう。一方、カトリーヌの後を追うジョーとフランシスは、それぞれのボスに隠れて手を組むことになる。
カトリーヌらは彼女がかつてピエールと暮らした山中の家にやって来る。家のどこかに金が隠してあると考え、マリテと2人で懸命に探すがなかなか見つからない。そんな中、フランシスと仲違いしたジョーが、2人の争いに巻き込まれる形で怪我をした隣人の画家ガリエールを連れてカトリーヌらの前に現れる。ガリエールの介抱をしたカトリーヌとマリテは既に金のことなどどうでもよくなっており、子供と穏やかに暮らせればそれでいいと思うようになっていた。そこにロザがフランシスら手下を連れて現れる。ジョーを中心に激しい銃撃戦となり、カトリーヌも自ら銃をとって戦う。腕の立つジョーのおかげでロザの手下らが1人また1人と倒れて行く。ところが、ピエールが金を隠した場所がガリエールの家のテラスにある瓶の中であると知ったジョーは、金を1人占めするつもりで飛び出し、敵を倒しながらガリエールの家に向かうものの、結局、自分も撃たれて絶命する。その間に、ロザはフランシスを使ってカトリーヌとマリテの子を連れ出して人質にする。それを知ったカトリーヌは銃を持ってロザに立ち向かう。カトリーヌを舐め切っていたロザは必死のカトリーヌに呆気なく撃ち殺される。更にそこに現れたフランシスを辛くも倒すと、ロザ一味は全滅、カトリーヌは赤ん坊2人を救い出すことに成功する。
ピエールの事件を担当しているヴェルディエ警部らがやって来て実況見分する中、ガリエールはロザらが同士討ちして死んだだけで、カトリーヌらは子供を連れ去られたショックで気を失っていたと証言する。カトリーヌはピエールの隠した金のありかをヴェルディエ警部に教え、銀行からの正規の賞金500万フランを受け取ることになる。

## キャスト
※括弧内は日本語吹替
- カトリーヌ: ミレーユ・ダルク（二階堂有希子）- 死んだ銀行強盗ピエールの内縁の妻。
- マリテ: アヌーク・フェルジャック（フランス語版）（冨田恵子）- カトリーヌが未婚の母の施設で親しくなった女性。
- ヴェルディエ警部: モーリス・ビロー（フランス語版）（仁内達之）
- アルベール・ロザ: アンドレ・プッス（フランス語版）（安田隆） - ギャング。
- リトン・ゴドー: アンリ・クーガン（フランス語版） - ギャング。元ゲシュタポ。ロザの一味だった。
- ジョー: アンリ・ガルサン（フランス語版） - リトンの手下。凄腕。
- フランシス: アミドゥー（アラビア語版、フランス語版） - ロザの手下。かなり間抜け。
- ガリエール: ポール・プレボ（フランス語版） - イカレた画家。
- ピエール: フレデリック・ド・パスカル（フランス語版）（山田康雄）
  - その他吹替: 稲葉まつ子

※日本語吹替：テレビ版・初回放送1972年7月7日『ゴールデン洋画劇場』